# Ngô Hoài Thu
Ngô Hoài Thu là nữ tướng lĩnh Công an nhân dân Việt Nam, hàm Thiếu tướng. Bà hiện là Ủy viên Ban chấp hành Trung ương Hội Liên hiệp Phụ nữ Việt Nam, Trưởng ban Phụ nữ Công an nhân dân Việt Nam, Phó Cục trưởng Cục Công tác Đảng và công tác chính trị, Bộ Công an (Việt Nam).
Bà từng là Phó Cục trưởng Cục Đối ngoại, Bộ Công an (Việt Nam).
Thiếu tướng Ngô Hoài Thu sinh năm 1977, bà hiện giữ chức vụ Ủy viên Ban chấp hành Trung ương Hội Liên hiệp Phụ nữ Việt Nam, Trưởng ban Phụ nữ Công an nhân dân Việt Nam, Phó Cục trưởng Cục Công tác Đảng và công tác chính trị, Bộ Công an (Việt Nam).

## Khen thưởng
- Huân chương Chiến sĩ vẻ vang hạng Nhất
- Huân chương Chiến sĩ vẻ vang hạng Nhì
- Huân chương Chiến sĩ vẻ vang hạng Ba v.v...

## Lịch sử thụ phong cấp bậc hàm
| Năm thụ phong | 2023        |
| ------------- | ----------- |
| Cấp hiệu      |             |
| Tên cấp hiệu  | Thiếu tướng |